# Constant Noel Adolphe Warot
Constant Noel Adolphe Warot, sovint citat només com a Adolphe Warot (Anvers, 1812 - Sint-Joost-ten-Node, 1875) fou un professor i compositor belga.
Va ésser professor de violoncel del Conservatori reial de Brussel·les i deixà diverses composicions per aquest instrument, cors i melodies vocals. Era germà dels també músics i compositors Víctor (1808-1877) i Charles (1804-1836).